# 怕羞的黄莺
《怕羞的黄莺》是一部中国上海美术电影制片厂制作的水墨动画片，根据陈新的原著《小画眉》改编。

## 剧情简介
有一只小黄莺，她的歌声很好听，然而她很胆小、怕羞，不敢在别的动物面前唱，而且很多事情都需要有妈妈陪着才敢去做。在一次迎春会上，动物伙伴们一起玩起“瞎子猜人”的游戏，小黄莺被猜到后，小动物们要求她唱歌，她却害羞得飞跑了。有位白头翁爷爷告诉小黄莺，有一位“有学问的老师”可以帮助小黄莺改掉胆小怕羞的毛病，可是这位“有学问的老师”需要她自己去找……
小黄莺在寻找过程中，每向一只动物询问时，她都会被要求先唱一支歌，小黄莺从第一次的不敢唱，唱得很小声开始，一次比一次唱得响亮、大方，从而渐渐地改掉了怕羞、胆小的毛病……